# Frosinone Calcio 2010-2011
Questa voce raccoglie le informazioni riguardanti il Frosinone Calcio nelle competizioni ufficiali della stagione 2010-2011.

## Stagione
La stagione 2010-2011 è la quinta partecipazione consecutiva del Frosinone al campionato di Serie B. Il tecnico di questa annata è Guido Carboni, ma dopo una partenza mediocre, la squadra ciociara prosegue con un percorso di basso profilo, al termine del girone di andata si tenta il cambio allenatore, al posto di Carboni arriva Salvatore Campilongo, ma il girone di ritorno offre la stessa falsariga, con una serie di risultati negativi che culminano con la retrocessione in Lega Pro Prima Divisione con una giornata di anticipo, in occasione della sconfitta interna contro il Sassuolo (1-2). Il Frosinone ha raccolto 19 punti sia nel girone di andata, ché nel girone di ritorno. Miglior marcatore stagionale dei gialloazzurri ciociari è stato Gianluca Sansone con 10 reti. Nella Coppa Italia il Frosinone nel secondo turno ha eliminato (3-1) il Trapani, poi nel terzo turno ha ceduto (2-4) alla Reggina dopo i tempi supplementari.

## Divise e sponsor
Lo sponsor tecnico per la stagione 2010-2011 è ancora Legea, mentre lo sponsor ufficiale è la Banca Popolare del Frusinate.

## Organigramma societario
Area direttiva
- Presidente: Maurizio Stirpe
- Presidente onorario: Arnaldo Zeppieri
- Vice presidente e amministratore delegato: Raniero Pellegrini

Area organizzativa
- Segreteria generale: Anna Fanfarillo

Area comunicazione
- Responsabile area comunicazione: Federico Rotondo
- Addetto stampa: Federico Rotondo

Area tecnica
- Direttore sportivo e responsabile area tecnica: Armando Ortoli
- Allenatore: Guido Carboni, poi, Salvatore Campilongo
- Allenatore in seconda: Stefano Bianconi
- Collaboratori tecnici: posto vacante
- Preparatore atletico: Marco Falasca, Leopoldo Mastropietro
- Preparatore dei portieri: Stefano Ancora
- Magazzinieri: Gianluca Basile, Serafino Panico

Area sanitaria
- Responsabile sanitario: Dr. Michele Pirelli
- Medico sociale: Dr. Raffaele Palmieri
- Fisioterapista: Pierluigi Di Vito, Giacomo Giancarli, Giovanni Salvatori
- Massaggiatori: Marco Loreti

Area marketing
- Responsabile area marketing: Giuseppe Capozzoli

## Rosa
| N. |                     | Ruolo | Calciatore                         |
| -- | ------------------- | ----- | ---------------------------------- |
| 1  | Italia (bandiera)   | P     | Vincenzo Sicignano (vice capitano) |
| 2  | Francia (bandiera)  | D     | Sebastian De Maio                  |
| 3  | Italia (bandiera)   | D     | Dario Biasi                        |
| 5  | Italia (bandiera)   | D     | Simone Rea                         |
| 6  | Italia (bandiera)   | A     | Christian Cesaretti                |
| 7  | Italia (bandiera)   | C     | Gaetano Masucci                    |
| 8  | Italia (bandiera)   | C     | Manolo Pestrin                     |
| 9  | Italia (bandiera)   | A     | Vincenzo Santoruvo                 |
| 10 | Italia (bandiera)   | A     | Gianmarco Zigoni                   |
| 11 | Italia (bandiera)   | C     | Alfredo Cariello                   |
| 12 | Italia (bandiera)   | C     | Mattia Biso                        |
| 13 | Svizzera (bandiera) | C     | Simone Grippo                      |
| 14 | Italia (bandiera)   | P     | Matteo Vaccarecci                  |
| 16 | Italia (bandiera)   | C     | Gianluca Sansone                   |
| 18 | Francia (bandiera)  | D     | Selim Ben Djemia                   |
| 19 | Italia (bandiera)   | D     | Fabio Catacchini                   |
| 20 | Italia (bandiera)   | D     | Mauro Minelli                      |
| 21 | Italia (bandiera)   | C     | Pasquale Maisto                    |
| 22 | Italia (bandiera)   | D     | Emanuele Terranova                 |
| 23 | Italia (bandiera)   | C     | Davide Bottone                     |
| 24 | Italia (bandiera)   | C     | Francesco Di Tacchio               |
| 25 | Italia (bandiera)   | D     | Thomas Funari                      |
| 27 | Italia (bandiera)   | C     | Nicola Beati                       |

| N. |                       | Ruolo | Calciatore                |
| -- | --------------------- | ----- | ------------------------- |
| 40 | Italia (bandiera)     | D     | Nicholas Guidi (capitano) |
| 56 | Italia (bandiera)     | A     | Samuel Di Carmine         |
| 83 | Italia (bandiera)     | D     | Gianluigi Bianco          |
| 86 | Francia (bandiera)    | A     | Alain Baclet              |
| 88 | Italia (bandiera)     | P     | Alberto Frison            |
| 89 | Italia (bandiera)     | D     | Daniele Frabotta          |
| 90 | Italia (bandiera)     | A     | Roberto Stellone          |
| 91 | Italia (bandiera)     | P     | Valerio Scarsella         |
| 93 | Italia (bandiera)     | C     | Luca Paganini             |
| 99 | Italia (bandiera)     | A     | Leandro Campagna          |
| 5  | Italia (bandiera)     | C     | Davide Caremi             |
| 6  | Italia (bandiera)     | D     | Gennaro Scarlato          |
| 8  | Italia (bandiera)     | A     | Salvatore Aurelio         |
| 10 | Brasile (bandiera)    | C     | Caetano                   |
| 17 | Italia (bandiera)     | C     | Simone Basso              |
| 20 | Austria (bandiera)    | C     | Robert Gucher             |
| 21 | Italia (bandiera)     | C     | Francesco Lodi            |
| 25 | Italia (bandiera)     | D     | Antonio Bocchetti         |
| 26 | Italia (bandiera)     | P     | Pierluigi Frattali        |
| 30 | Australia (bandiera)  | C     | Adrian Ucchino            |
| 31 | Portogallo (bandiera) | A     | Diogo Tavares             |
| 33 | Italia (bandiera)     | D     | Nicola Ascoli             |
| 89 | Argentina (bandiera)  | D     | Emir Faccioli             |

## Risultati

### Campionato

#### Girone di andata
| Arbitro: | Nasca (Bari) |

|                        |           |                               |
| Santoruvo 12’ Biso 84’ | Marcatori | 33’ Fabbrini 72’, 89’ Coralli |

| Arbitro: | Ruini (Reggio Emilia) |

|          |           |          |
| Cacia 3’ | Marcatori | 10’ Lodi |

| Bergamo 5 settembre 2010, ore 15:00 CEST 3ª giornata | Atalanta         | 0 – 0 referto | Frosinone | Stadio Atleti Azzurri d'Italia (18.799 spett.)\| Arbitro: \| Pinzani (Empoli) \| |
| Arbitro:                                             | Pinzani (Empoli) |               |           |                                                                                  |

| Arbitro: | Cervellera (Taranto) |

|               |           |  |
| Santoruvo 47’ | Marcatori |  |

| Arbitro: | Bagalini (Fermo) |

|                       |           |               |
| Piovaccari 38’ (rig.) | Marcatori | 90+2’ Sansone |

| Arbitro: | Corletto (Castelfranco Veneto) |

|          |           |  |
| Lodi 48’ | Marcatori |  |

| Arbitro: | Merchiori (Ferrara) |

|                        |           |  |
| Guidone 20’ Turati 63’ | Marcatori |  |

| Arbitro: | Massa (Imperia) |

|                 |           |                                  |
| Lodi 18’ (rig.) | Marcatori | 2’ (rig.) N. Viola 15’ Bonazzoli |

| Arbitro: | Gallione (Alessandria) |

|                        |           |               |
| Martinez 39’ Torri 42’ | Marcatori | 83’ Terranova |

| Arbitro: | Giancola (Vasto) |

|             |           |              |
| Cariello 1’ | Marcatori | 25’ Bellucci |

| Arbitro: | Velotto (Grosseto) |

|             |           |                      |
| Pratali 26’ | Marcatori | 16’ Sansone 18’ Lodi |

| Arbitro: | Ostinelli (Como) |

|               |           |  |
| Santoruvo 93’ | Marcatori |  |

| Arbitro: | Doveri (Roma) |

|                                               |           |  |
| Calaiò 62’ Mastronunzio 77’ Troianiello 90+5’ | Marcatori |  |

| Arbitro: | Pinzani (Empoli) |

|                    |           |                                     |
| Sansone 59’, 90+1’ | Marcatori | 36’ Tedeschi 41’ Curiale 66’ Cutolo |

| Arbitro: | Cervellera (Taranto) |

|                                        |           |          |
| Di Gennaro 27’ J. Crespo 66’ Succi 72’ | Marcatori | 51’ Lodi |

| Arbitro: | Ruini (Reggio Emilia) |

|             |           |             |
| Sansone 47’ | Marcatori | 71’ Maniero |

| Arbitro: | Corletto (Castelfranco Veneto) |

|               |           |            |
| Terranova 21’ | Marcatori | 24’ Lupoli |

| Arbitro: | Baratta (Salerno) |

|                |           |  |
| Abbruscato 75’ | Marcatori |  |

| Arbitro: | N. Stefanini (Prato) |

|          |           |            |
| Lodi 22’ | Marcatori | 84’ Rubino |

| Arbitro: | Ostinelli (Como) |

|                                           |           |                                          |
| Martinetti 17’, 24’, 40’, 75’ Noselli 69’ | Marcatori | 23’ Stellone 74’ Sansone 90+1’ Santoruvo |

| Arbitro: | Gallione (Alessandria) |

|  |           |                        |
|  | Marcatori | 38’ Dionisi 76’ Tavano |

### Girone di ritorno
| Arbitro: | Merchiori (Ferrara) |

|                         |           |              |
| Coralli 33’, 42’ (rig.) | Marcatori | 13’ Cariello |

| Arbitro: | Nasca (Bari) |

|          |           |                    |
| Lodi 11’ | Marcatori | 45+1’ M. Anaclerio |

| Arbitro: | Pinzani (Empoli) |

|  |           |                |
|  | Marcatori | 75’ Tiribocchi |

| Arbitro: | Velotto (Grosseto) |

|  |           |                    |
|  | Marcatori | 81’ (rig.) De Maio |

| Arbitro: | N. Stefanini (Prato) |

|            |           |                |
| Bianco 78’ | Marcatori | 55’ Piovaccari |

| Arbitro: | Baracani (Firenze) |

|                                              |           |                                   |
| Neto Pereira 11’ Neto Pereira 25’ Correa 79’ | Marcatori | 57’, 90+4’ Cesaretti 88’ Stellone |

| Frosinone 26 febbraio 2011, ore 15:00 UTC+1 28ª giornata | Frosinone                      | 0 – 0 referto | Grosseto | Stadio Comunale Matusa (2.960 spett.)\| Arbitro: \| Corletto (Castelfranco Veneto) \| |
| Arbitro:                                                 | Corletto (Castelfranco Veneto) |               |          |                                                                                       |

| Arbitro: | Velotto (Grosseto) |

|                            |           |                       |
| A. Viola 14’ Bonazzoli 63’ | Marcatori | 45+1’ (rig.) Cariello |

| Arbitro: | Palazzino (Ciampino) |

|                            |           |           |
| Cariello 56’ Cesaretti 57’ | Marcatori | 72’ Cissé |

| Arbitro: | Doveri (Roma) |

|                                  |           |            |
| G. Greco 39’ (rig.) Pasquato 49’ | Marcatori | 89’ Zigoni |

| Arbitro: | N. Stefanini (Prato) |

|           |           |  |
| Biasi 54’ | Marcatori |  |

| Arbitro: | Tommasi (Bassano del Grappa) |

|                       |           |                         |
| Filkor 82’ Taddei 93’ | Marcatori | 37’ Masucci 66’ Sansone |

| Arbitro: | Calvarese (Teramo) |

|  |           |                |
|  | Marcatori | 67’ Vergassola |

| Arbitro: | Nasca (Bari) |

|                                 |           |             |
| Cutolo 23’, 27’, 50’ Djurić 38’ | Marcatori | 62’ Minelli |

| Arbitro: | Bagalini (Fermo) |

|             |           |              |
| Masucci 11’ | Marcatori | 90+1’ Rabito |

| Arbitro: | Corletto (Castelfranco Veneto) |

|                 |           |             |
| Sansovini 90+5’ | Marcatori | 63’ Masucci |

| Arbitro: | N. Stefanini (Prato) |

|                                         |           |             |
| Lupoli 3’ Feczesin 37’ Juan Antonio 89’ | Marcatori | 30’ Masucci |

| Arbitro: | Velotto (Grosseto) |

|                                                     |           |  |
| Santoruvo 10’ Terranova 52’ Sansone 67’ (rig.), 78’ | Marcatori |  |

| Arbitro: | Giacomelli (Trieste) |

|                         |           |             |
| Lisuzzo 33’ Bertani 50’ | Marcatori | 14’ Sansone |

| Arbitro: | Tommasi (Bassano del Grappa) |

|               |           |                                    |
| Cesaretti 39’ | Marcatori | 12’ (rig.) Quadrini 51’ Magnanelli |

| Arbitro: | Bagalini (Fermo) |

|                                       |           |                |
| Danilevičius 59’ (rig.) Cellerino 69’ | Marcatori | 87’ Di Tacchio |

### Coppa Italia
| Arbitro: | Bagalini (Fermo) |

|                                          |           |                   |
| Lodi 33’ (rig.) Calil 55’ Di Carmine 81’ | Marcatori | 6’ (rig.) Filippi |

| Arbitro: | Pierpaoli (Firenze) |

|                |           |                                                     |
| Basso 33’, 43’ | Marcatori | 40’ Colombo 51’ Tedesco 104’ Castiglia 120’ Adiyiah |

## Statistiche

### Statistiche di squadra
Statistiche aggiornate al 20 giugno 2013.
| Competizione | Punti | In casa | In casa | In casa | In casa | In casa | In casa | In trasferta | In trasferta | In trasferta | In trasferta | In trasferta | In trasferta | Totale | Totale | Totale | Totale | Totale | Totale |
| Competizione | Punti | G       | V       | N       | P       | Gf      | Gs      | G            | V            | N            | P            | Gf           | Gs           | G      | V      | N      | P      | Gf     | Gs     |
| ------------ | ----- | ------- | ------- | ------- | ------- | ------- | ------- | ------------ | ------------ | ------------ | ------------ | ------------ | ------------ | ------ | ------ | ------ | ------ | ------ | ------ |
| Serie B      | 38    | 21      | 6       | 8       | 7       | 23      | 22      | 21           | 2            | 6            | 13           | 23           | 42           | 42     | 8      | 14     | 20     | 46     | 64     |
| Coppa Italia | -     | 2       | 1       | 1       | 0       | 5       | 3       | 0            | 0            | 0            | 0            | 0            | 0            | 2      | 1      | 1      | 0      | 5      | 3      |